# Forma normale (teoria dei giochi)
In teoria dei giochi, la forma normale è uno dei modelli principali usati per descrivere un gioco. A differenza della forma estesa, nella forma normale non si utilizzano rappresentazioni grafiche, ma il gioco viene rappresentato per mezzo di una matrice. Se questo approccio può essere maggiormente utile per individuare strategie strettamente dominate e equilibri di Nash, alcune informazioni sono perse rispetto alla forma estesa.
La forma normale di un gioco include per ogni giocatore tutte le strategie concepibili, ed i corrispondenti payoff per ogni giocatore.